# Ралф Ротман
Ралф Ротман (на немски: Ralf Rothmann) е германски поет, белетрист и драматург,

## Биография и творчество
Роден е в град Шлезвиг. Израства в Оберхаузен, Рурската област. След като изучава зидарство, прави опити в различни професии: става шофьор на такси, печатар, санитар, готвач.
Първата стихосбирка на Ралф Ротман „Драскотини“  (1984) излиза под редакторското ръководство на поета Кристоф Мекел и го изявява като творец с ярък и самобитен талант. Темите на тези стихове – житейски ситуации в дребнобуржоазна или пролетарска среда, приглушени бунтове, опити за бягство и самота – стават основа и на много от по-късните романи на Ротман. В следващите години той публикува стихосбирката „Молитва сред развалини“ (2000), която го утвърждава като поет с деликатни художествени сетива и дълбока социална чувствителност, подхранена от спомените за детството.
Писателят се установява да живее в Берлин.

## Награди и отличия
- 1986: Märkisches Stipendium für Literatur für den Lyrikband Kratzer
- 1992: „Награда Мара Касенс за първи роман“
- 1992/1993: Stadtschreiber von Bergen
- 1996: „Рурска литературна награда“
- 2001: „Награда Херман Ленц“
- 2002: „Кранихщайнска литературна награда“
- 2003: „Евангелистка награда за книга“
- 2004: „Награда Вилхелм Раабе (2000)“ на град Брауншвайг
- 2004: „Литературна награда на Рейнгау“
- 2005: „Награда Хайнрих Бьол“ на град Кьолн
- 2006: „Награда Макс Фриш“ на град Цюрих
- 2007: „Награда Ерик Регер“
- 2008: „Литературна награда на Фондация „Конрад Аденауер““
- 2008: „Награда Ханс Фалада“ на град Ноймюнстер
- 2010: „Награда Валтер Хазенклевер“[2] на град Аахен
- 2013: „Награда Фридрих Хьолдерлин на град Бад Хомбург“
- 2014: Kunst- und Kulturpreis der deutschen Katholiken
- 2016: „Награда Щефан Андрес“
- 2017: „Награда Клайст“
- 2017: „Награда Герти Шпис“